# Lagorchestes asomatus
Lagorchestes asomatus là một loài động vật có vú trong họ Macropodidae, bộ Hai răng cửa. Loài này được Finlayson mô tả năm 1943.